# KitcheN
kitcheN（キッチン）は、青森県に本拠を置く同人サークル形態の鉄道模型メーカー。

## 概要
当初は、JNMAフェスティバルへ出品するガレージキットメーカーとして、1998年頃に同人数名によって設立された。
真鍮エッチングキット全般を得意とし、グリーンマックス製プラキットを流用する板状のキットのほか、曲げ加工済みキット、各種鋳造部品、さらに最近ではプラスチック成型キットを発売している。その範囲は各種国電、私鉄、旧型客車、貨車、レイアウト用アクセサリーに及んでおり、今や中堅キットメーカーとしての地歩を確固たるものにしている。通信販売で常時購入可能である。
2016年2月1日現在、元のWebサイトがアクセス不能となっている。サーバー移転に失敗したとの事で、現状は暫定ホームページで営業中である。

## その魅力と規模
一同人サークルに過ぎなかった同社が注目されるようになったのは、月刊『鉄道模型趣味』誌上でその独創的な製品が紹介されるようになってからであろう。例えば2000年3月に発売された「オハフ33夏姿」は、窓とデッキを開放した状態を再現するもので、それまでのNゲージ製品では類を見ないものであった。
また板状エッチングキットにおいて、内張りと外板を折り返してそのまま接着する構造としたほか、旧型車両の大部分でデッキ脇の手摺りをエッチング抜きであらかじめ表現した点も他社とは一線を画する趣向であった。こうした製品の特徴に加えて、卸商を通さずに直接販売店と特約を結んだり、プレス加工業者を通さずに内製で曲げ加工をするなどの努力で価格を安く抑えていることも人気につながっている。
実車研究と同時進行で製作された戦災復旧客車のほか、地方私鉄、旧型国電など、その旺盛な企画力によって同一形式でも車番ごとに微妙に異なる形態を少量生産する手法を取っている。このため製品の数は優に200点を超えているが、それでもなお活動意欲が衰える兆しは見られない。

## これまでに発売された主なNゲージ製品
- 銚子（デハ101、デハ201、デハ801、デハ1002、澪つくし号ユ101、デハ701、デハ501、デハ301、デハ702ほか）
- 日立（2000＋2210、1008、クハ2502初期・中期・末期、クハ2503、クハ2504）
- 叡山（デオ200、デオ300、デオ600、デオ711、デオ801+851、デオ813+814、デナ21+22ほか）
- 神戸（310、800、850、860、810、1075、1150、1350、1320、1325、3003、3007、3009ほか）
- 阪急（P-6各種）
- 京王（1403、1404、1700、1701、2600各種、2200ほか）
- 関東（キクハ1、キサハ65、751、753、500、521＋522、531、800、901+902ほか）
- 小湊　（5801＋6101）
- 40系国電
- 42系国電
- 新性能国電
- 旧型国電事業用車　（クモエ21000 - 21009、クエ28000 - 28004、クモヤ22100 - 22152）
- 貨車　（ヨ2000、ヨ5000各種、ウ500、スム1、ナ1、ナ10、ケ1、ケ10、クム1、ホキ5200）
- 戦災復旧客車（オハ70各種、オニ70各種、オユニ702）
- 旧型客車　（オユ61、マユ35、スユ40、オハフ33夏姿、スハ42夏姿ほか）
- 中小車輌用動力装置
- 情景用小物　（デッキガーダー橋各種、空制式カーリターダー、第3種車止めレール、錘付転換器、家庭用クーラー室外機、ガソリン計量器ハンドル、ラックレール、上路鋼板桁各種、ATS地上子ほか）